# Lindö småbåtshamn

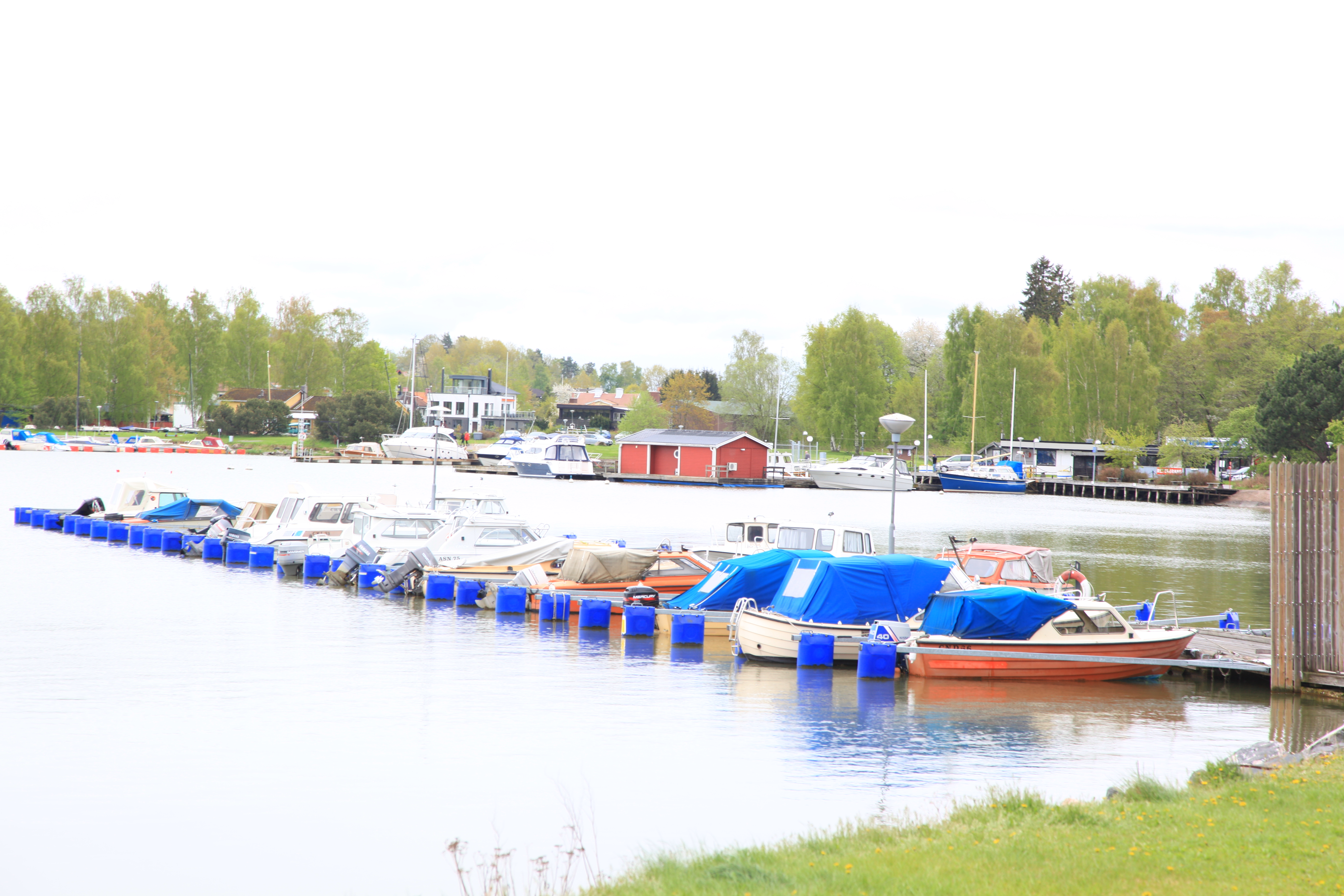
Lindö småbåtshamn

Lindö småbåtshamn är en småbåtshamn som ligger i Lindö i Norrköping, längst in i Bråviken nära Lindökanalens utlopp. 
Småbåtshamnen drivs av Norrköpings kommun och har omkring 35 gästplatser.

## Fotogalleri

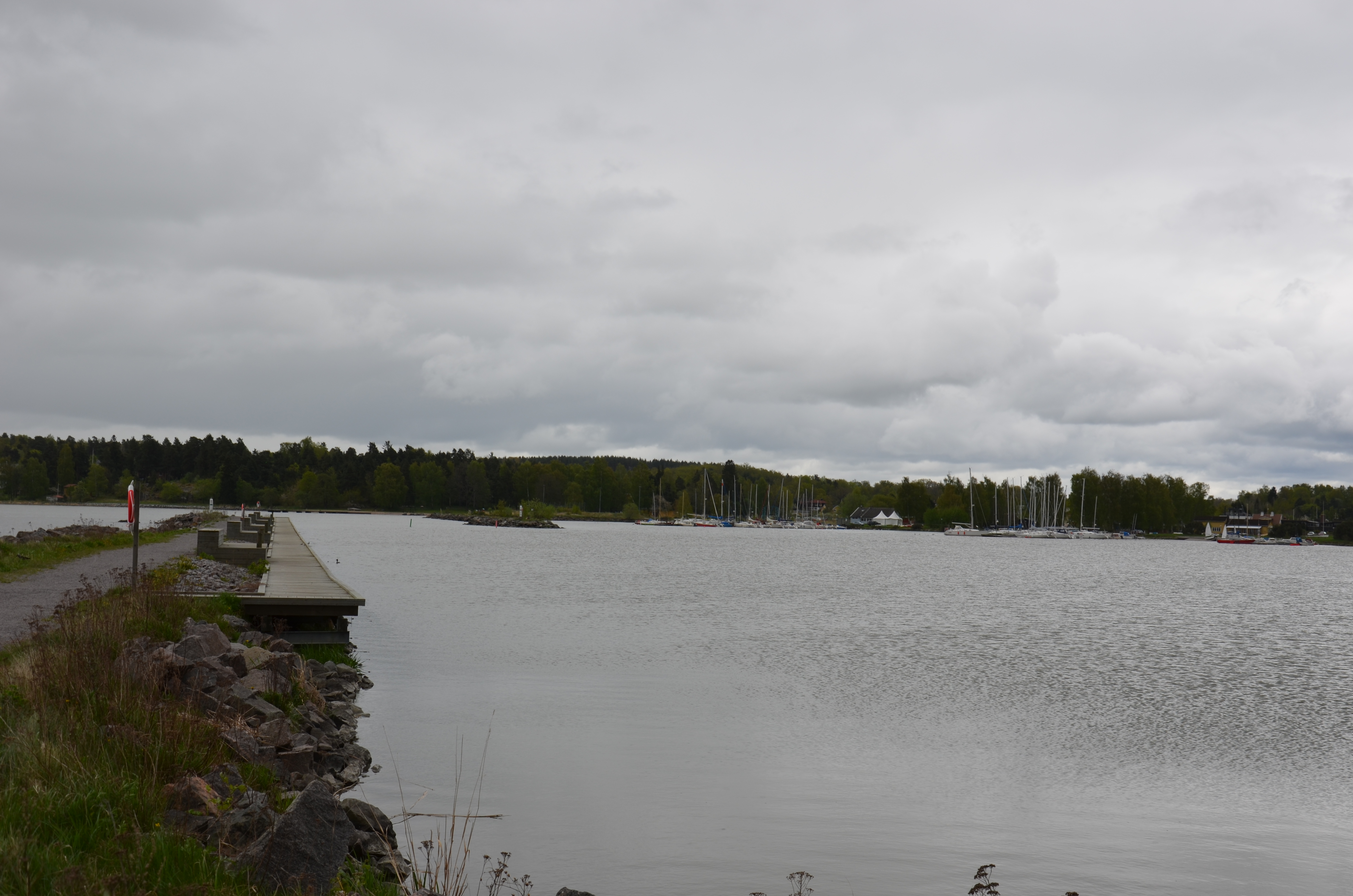
Lindö småbåtshamn från norr, med norra piren
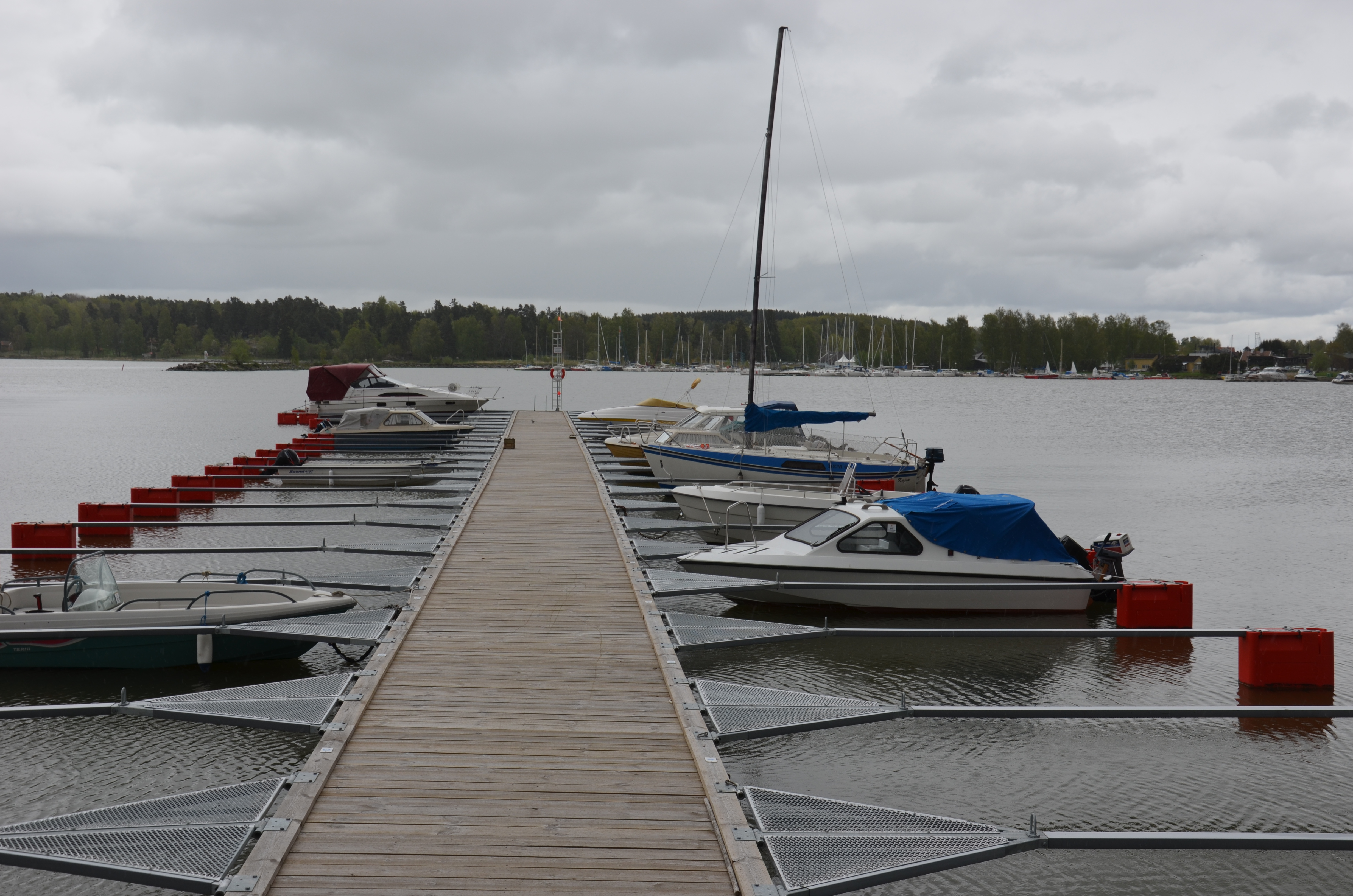
Lindö småbåtshamn,med södra piren till vänster